# Katiu
Katiu is een atol in de eilandengroep van de Tuamotuarchipel (Frans-Polynesië). Het atol behoort tot de gemeente Makemo. In 2017 woonden er 240 mensen. 

## Geografie
Katiu ligt 39 km ten zuidoosten van Raraka en 575 km ten oosten van Tahiti. Het is een atol met een lengte van 24,5 km en een breedte van 12 km. Het landoppervlak bedraagt 10 km². Het wateroppervlak van de lagune is 232,5 km². Er zijn twee bevaarbare doorgangen in het atol.

## Geschiedenis
De eerste Europeaan die melding maakte van het eiland is de ontdekkingsreiziger Fabian Gottlieb von Bellingshausen op 15 juli 1820.
In de negentiende eeuw werd het eiland Frans territoriaal bezit. Er woonden toen ongeveer 200 mensen die zich bezig gingen houden met het maken van kopra. Later kwam daar visserij voor de export, de kweek van pareloesters en het toerisme bij. Verder kwamen er missionarissen en in 1850 werd het eiland een parochie onder het bisdom Papeete.
Het eiland heeft sinds 2001 een start- en landingsbaan van 1180 m lengte. Volgens cijfers uit 2019 waren er jaarlijks 180 vluchten en werden 3000 passagiers vervoerd. 

## Ecologie
Op het eiland komen 42 vogelsoorten voor waaronder negen soorten van de Rode Lijst van de IUCN waaronder de hendersonstormvogel (Pterodroma atrata) en de endemische Tahitiaanse patrijsduif (Alopecoenas erythropterus) en tuamotustrandloper (Prosobonia parvirostris).